# Blanche Hoschedé
Pour les articles homonymes, voir Hoschedé.
Eugénie Lucienne Blanche Hoschedé, ou Blanche Hoschedé Monet, née dans le 10e arrondissement de Paris le 12 novembre 1865 et morte à Nice le 8 décembre 1947, est une artiste peintre et un modèle français.
Elle devient l'assistante et l'élève de Claude Monet, peignant dans un style impressionniste parfois difficile à distinguer de celui du maître. En 1897, elle épouse Jean, l'un des deux fils de Claude Monet et de Camille Doncieux.

## Biographie

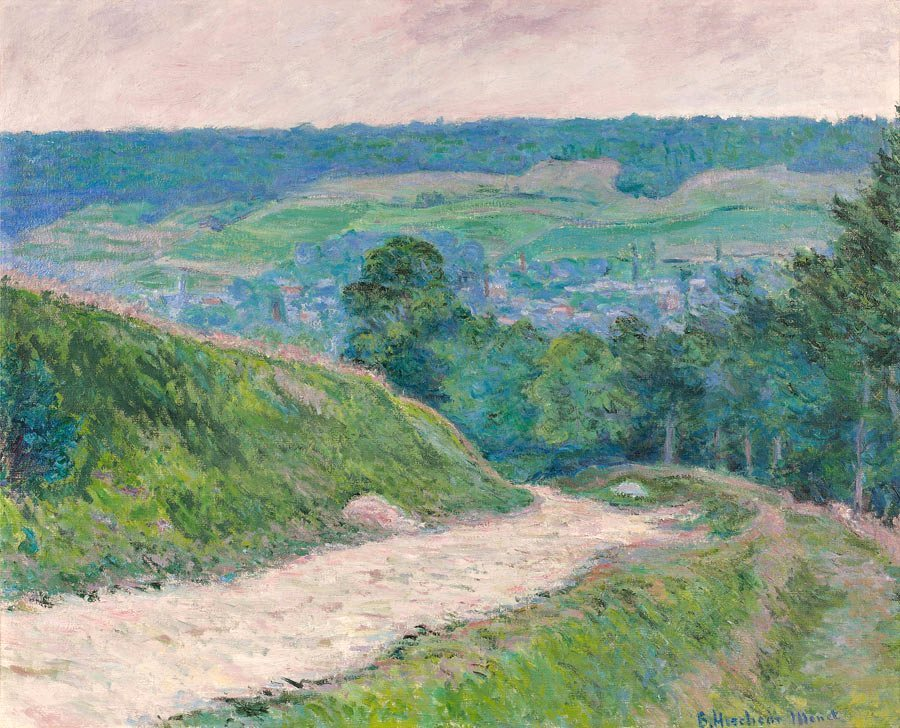
Blanche Hoschedé, La vieille cote à Canteleu, vers 1900, huile sur toile.

Fille d'Ernest Hoschedé (collectionneur et mécène de Claude Monet) et d'Alice Hoschedé, née Raingo, Blanche Hoschedé devient la belle-fille de Claude Monet, lorsque, le 16 juillet 1892, sa mère épouse celui-ci, dont elle était déjà la maîtresse depuis de nombreuses années. Blanche Hoschedé est le modèle de Claude Monet pour plusieurs toiles, car celui-ci commence très tôt à la peindre, elle et sa sœur Suzanne.
Dotée elle-même d'un talent pour la peinture, elle commence à s'intéresser à cet art dès 1876 et fréquente l'atelier de son beau-père, dont elle porte souvent le chevalet. Elle en devient alors l'assistante et l'élève,
Elle épouse Jean Monet, le fils du peintre Claude Monet, en 1897. Ils vivent à Rouen et Beaumont-le-Roger jusqu'en 1913. Après la mort de son mari en 1914, elle retourne habiter auprès de son beau-père, Claude Monet.
En 1921, elle rencontre Georges Clemenceau, chez qui elle va peindre avec Claude Monet pendant une semaine, à Saint-Vincent-sur-Jard, où elle retournera à plusieurs reprises, au cours des années 1920. Une photographie la représente entourée de Clemenceau et de Claude Monet, l'homme d'État appréciant ses qualités de cœur la surnomme « L'Ange bleu ».

## Son œuvre

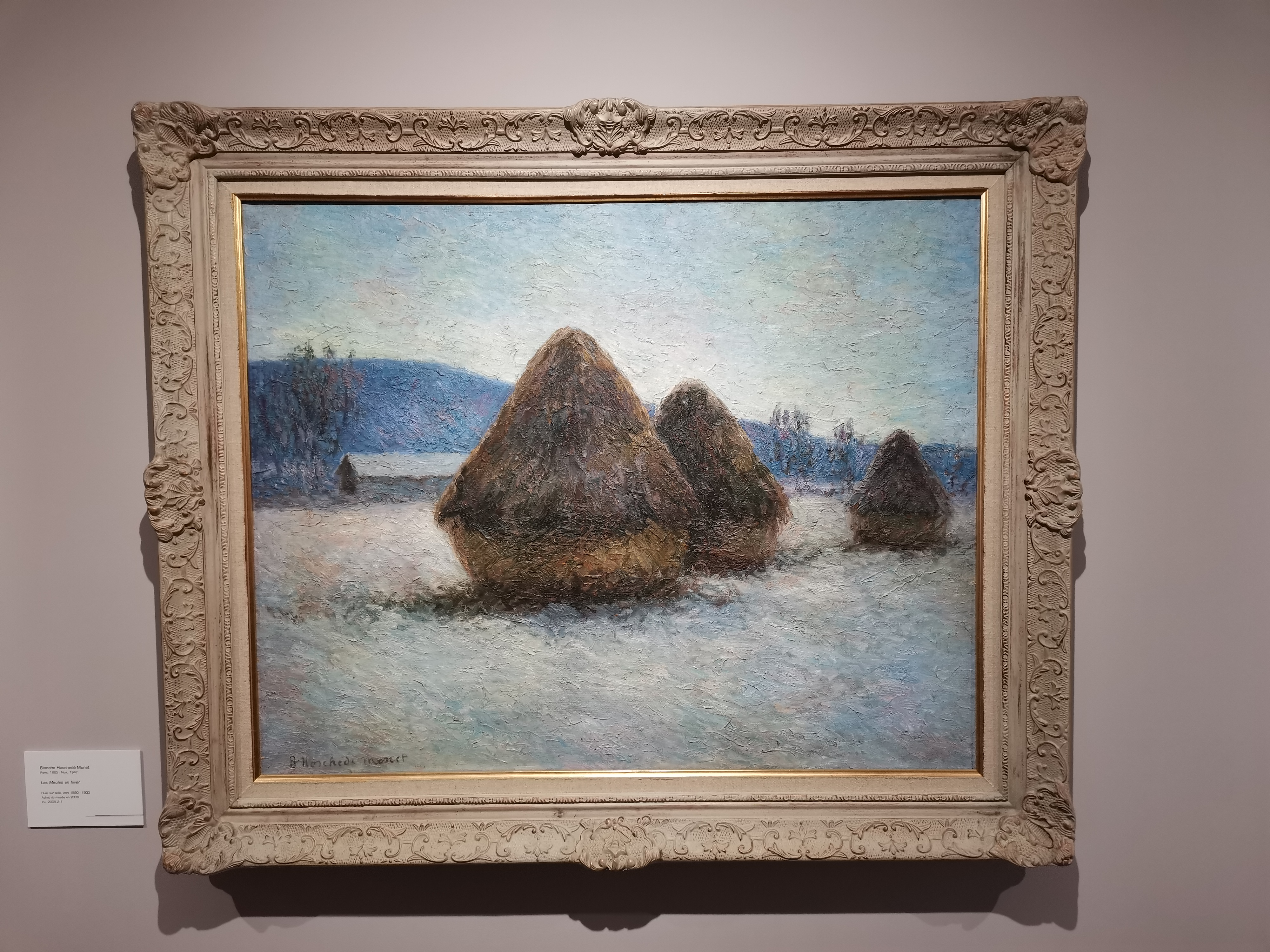
Blanche Hoschédé Les meules en hiver, 1890-1900, huile sur toile, Musée de Vernon, Vernon.
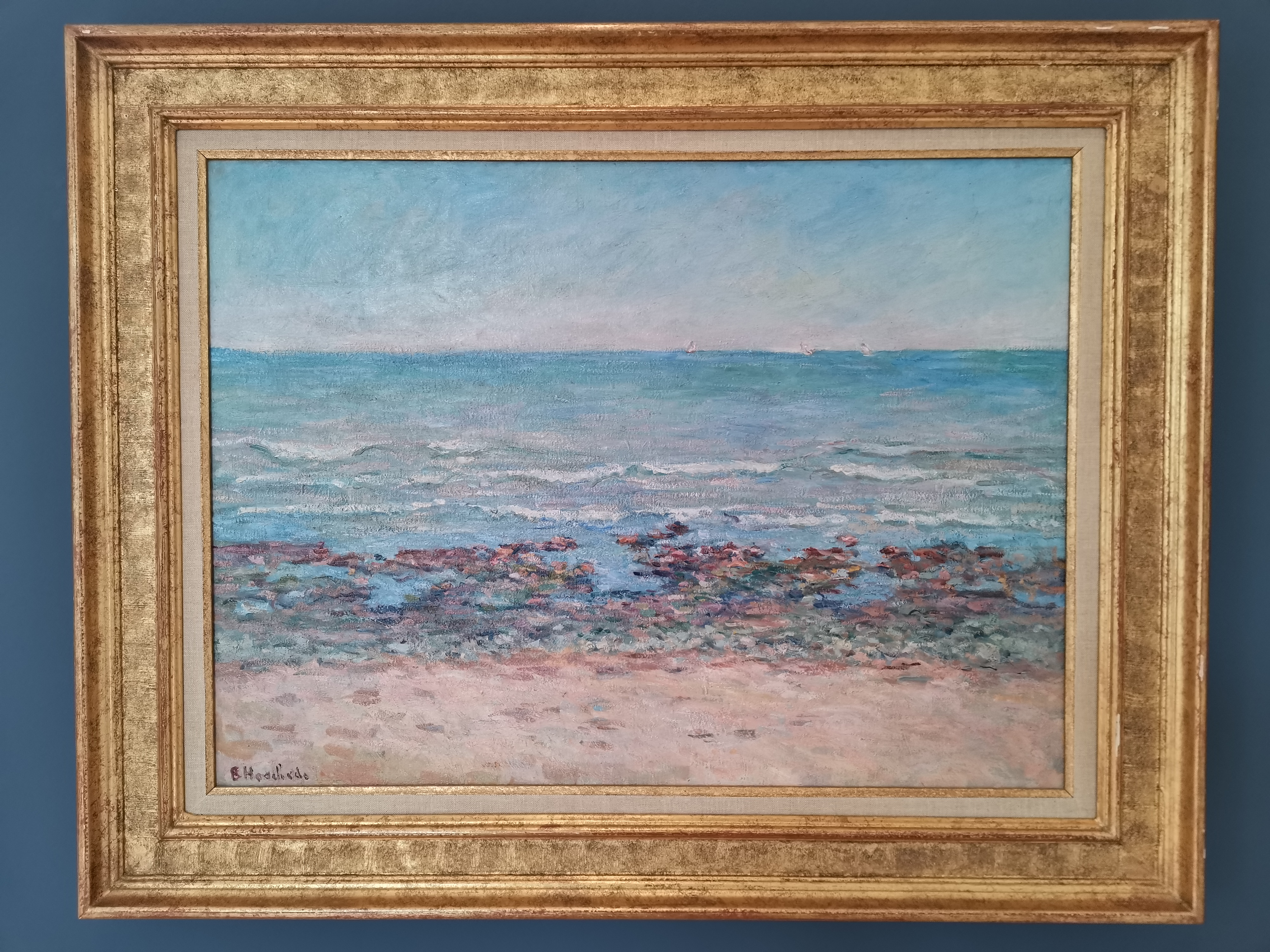
Blanche Hoschédé, Plage de la côte normande, n.d., huile sur toile, 53 × 74 cm, Musée de Vernon, Vernon.
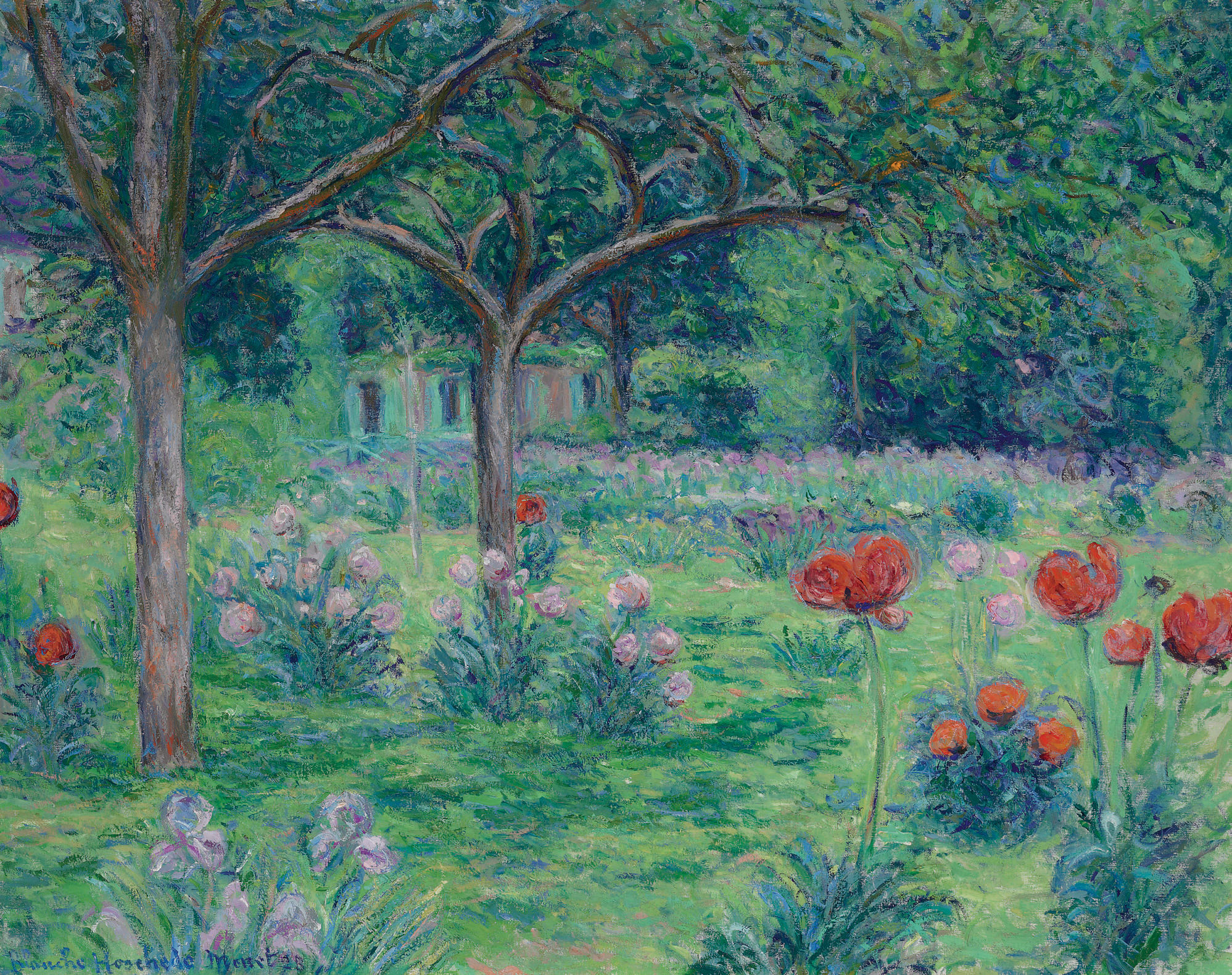
Blanche Hoschedé-Monet, Le jardin de Monet à Giverny, 1928, huile sur toile, 73 × 92,1 cm, Collection privée.

Les sujets qu'affectionne Blanche Hoschedé sont des scènes de la nature, prés au bord du fleuve, ou arbres. Son style, impressionniste, est parfois difficile à distinguer de celui de Claude Monet, en particulier pendant toute l'époque où elle demeure à Giverny, de 1883 à 1897, puis de 1926 à 1947. Elle peint essentiellement pour son plaisir, mais organise cependant des expositions de ses œuvres en 1927, 1931, 1942 ou encore en 1947.
Elle présente très régulièrement ses œuvres à Rouen, à la Société des amis des arts en 1903, à la 37e exposition municipale des beaux-arts en 1906, à la Société des artistes rouennais en 1907, 1908, 1909, 1910, 1911, 1912, 1913, 1931, 1932, 1933 et 1934[réf. nécessaire].
Son style s'apparente étroitement à celui du Monet des années 1870. À Giverny, également influencée par Monet, se trouve aussi l'Américaine Lilla Cabot-Perry, dont la relation avec Blanche Hoschedé contribuera à la notoriété de Monet aux États-Unis.

## Son rôle touchant aux jardins de Monet

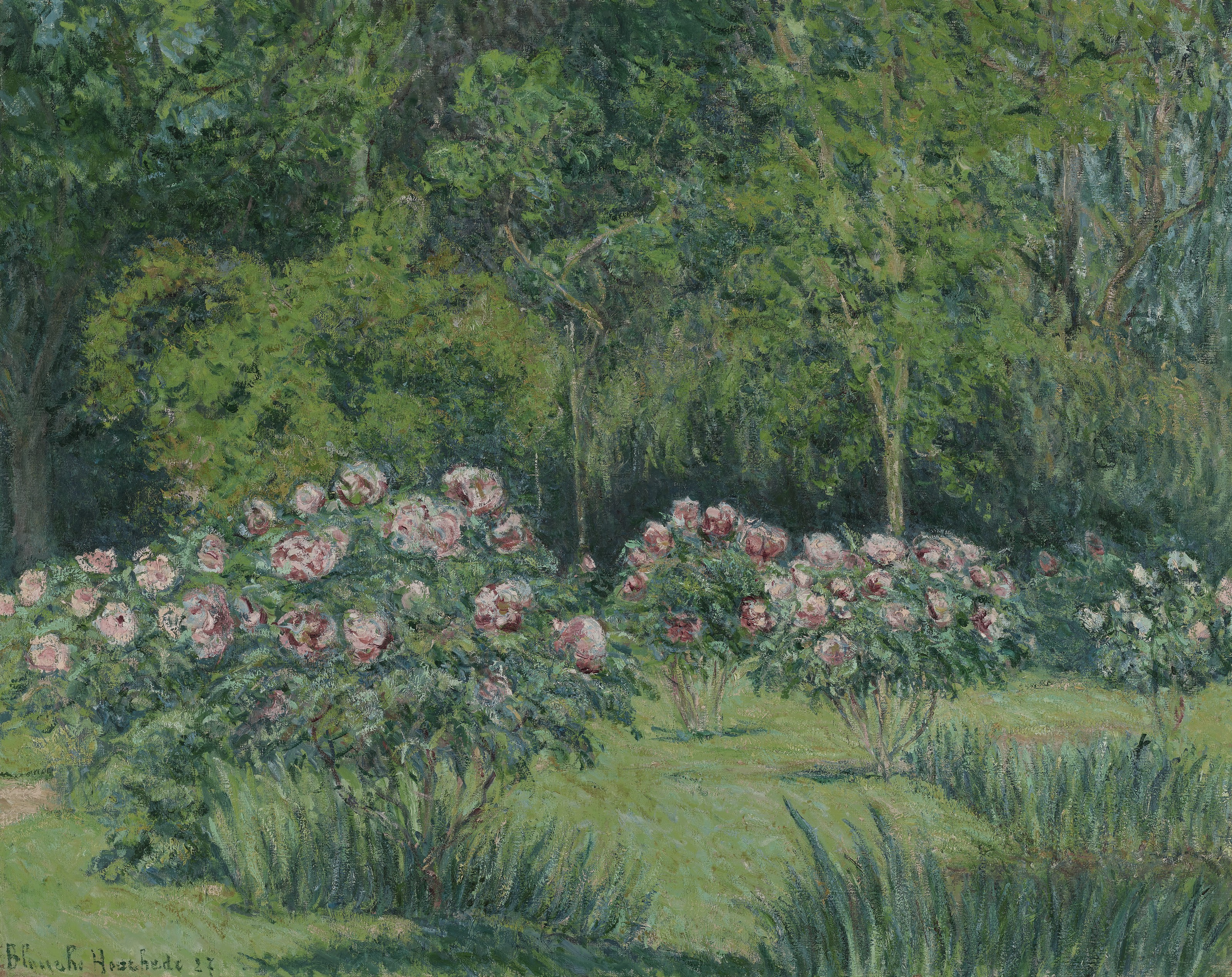
Blanche Hoschede-Monet, Le jardin à Giverny, 1927

Outre son travail de peintre, disciple de Monet, dont elle est d'ailleurs la seule élève, Blanche Hoschedé joue par ailleurs un rôle essentiel dans la conservation des jardins de Giverny qui constituèrent une source essentielle de l'inspiration de son beau-père : en effet, elle met tous ses soins à leur préservation pendant la période qui va de 1927 à 1947, et en particulier lors de l'occupation de Giverny par les Allemands pendant la Seconde Guerre mondiale.

## Modèle dans l'œuvre de «Papa Monet»

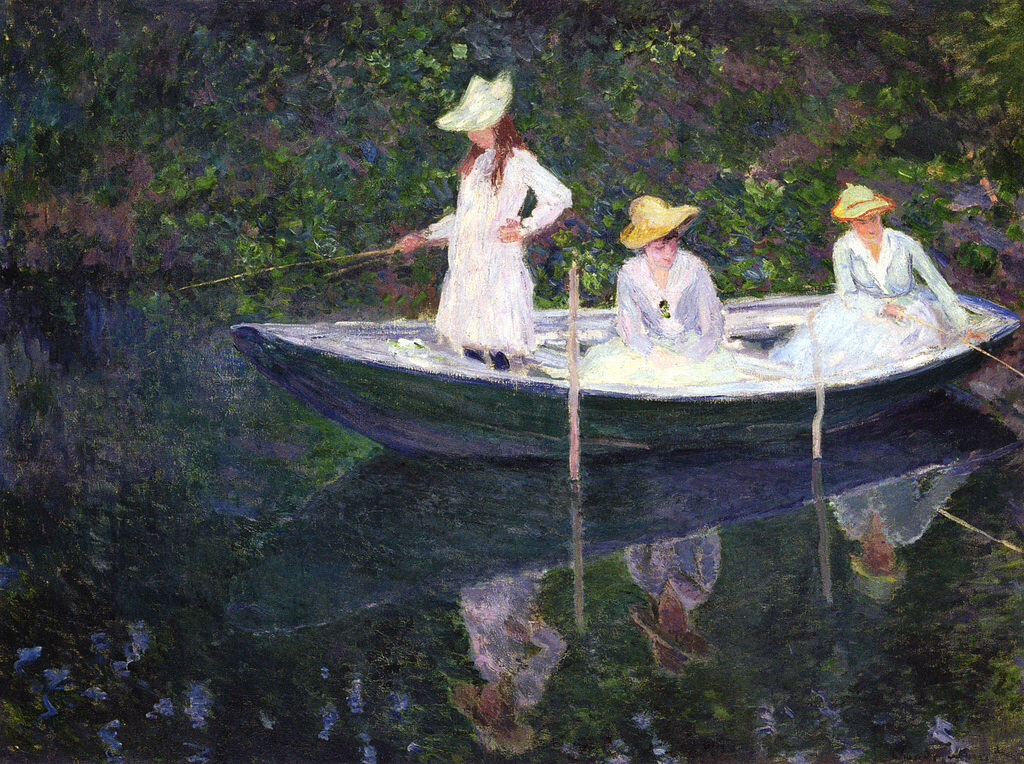
Claude Monet, En norvégienne, 1887, huile sur toile, 69 × 80 cm, Paris, musée d'Orsay. Scène représentant Germaine, Suzanne et Blanche Hoschedé[5].
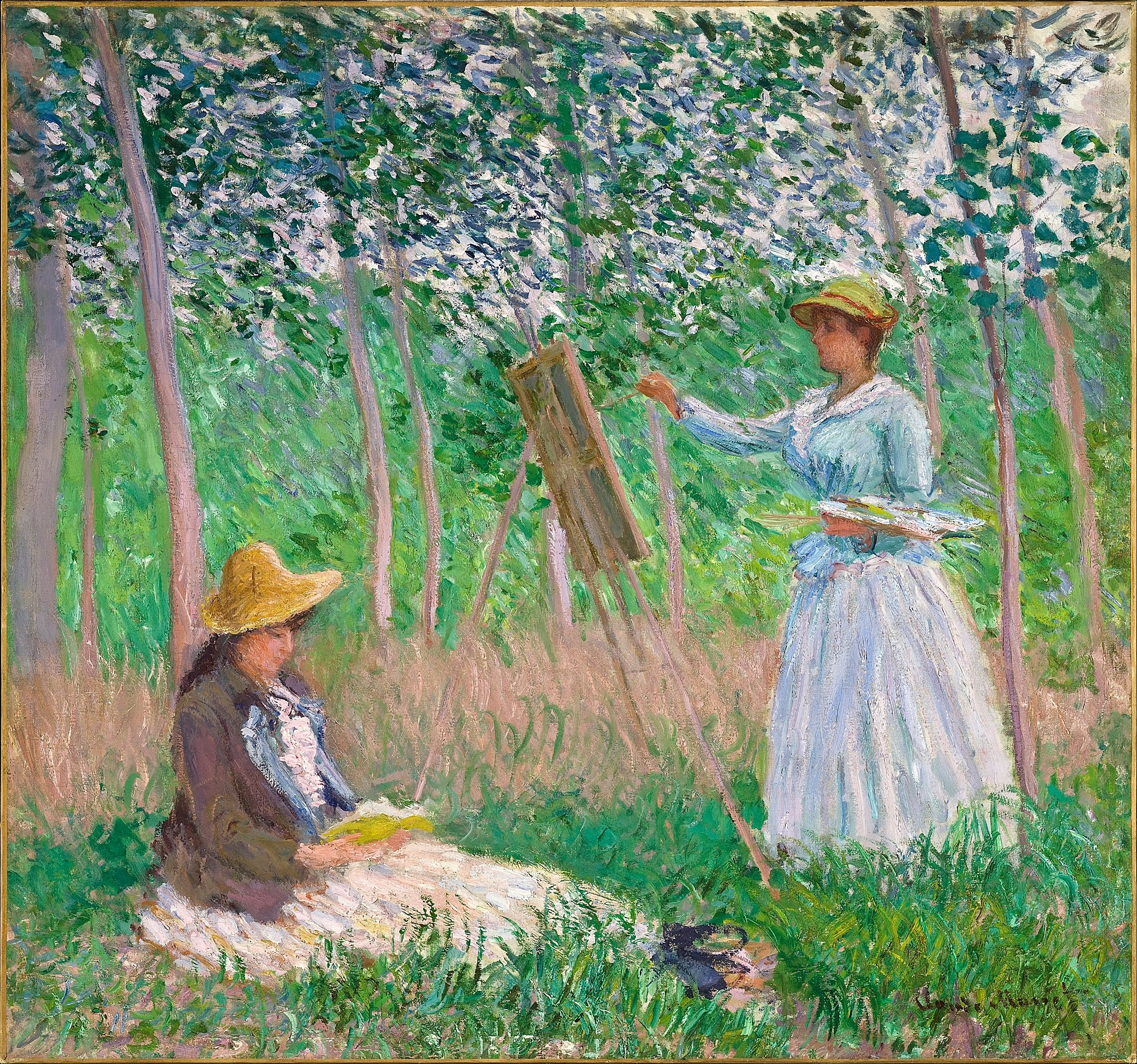
Claude Monet, Dans les bois à Giverny, 1885, huile sur toile, 91 × 98 cm, Musée d'Art du comté de Los Angeles, Los Angeles. Blanche Hoschedé peignant avec sa sœur Suzanne Hoschedé lisant. - Google Art Project.

Blanche Hoschedé apparaît comme modèle dans différents tableaux de son beau-père « papa-Monet » en particulier peignant, lorsqu'elle accompagne ce dernier.

## Expositions
- Exposition au musée de Louviers de juin à octobre 2010 dans le cadre du Festival Normandie impressionniste 2010
- Exposition au musée Blanche Hoschedé-Monet de Vernon, 12, rue du Pont, du 8 juillet au 29 octobre 2017, Blanche Hoschedé Monet, un regard impressionniste.